# The Rascals (englische Band)
The Rascals waren eine drei-köpfige Indie-Rock-Band, die 2006 in Hoylake im Nordwesten Englands gegründet wurde. Sie bestand aus den ehemaligen Mitgliedern der Band The Little Flames: Miles Kane, Joe Edwards und Greg Mighall. Ihre erste EP Out of Dreams erschien am 9. Dezember 2007. Ihr Debütalbum Rascalize, das von Ben Hillier produziert wurde, erschien zunächst am 15. Juni 2008 auf iTunes, später am 23. Juni auf CD. Am 24. Juli 2008 spielten sie auf dem Fuji Rock Festival in Japan. Außerdem teilt sich der Frontsänger Miles Kane eine zweite Band The Last Shadow Puppets mit Arctic-Monkeys-Frontmann Alex Turner. Im August 2009 gab Miles Kane bekannt, dass er die Band verlassen würde, um sich auf seine Solokarriere zu fokussieren.

## Diskografie

### Alben
| Jahr | Titel Musiklabel     | Höchstplatzierung, Gesamtwochen, AuszeichnungChartplatzierungen (Jahr, Titel, Musiklabel, Platzierungen, Wochen, Auszeichnungen, Anmerkungen) | Höchstplatzierung, Gesamtwochen, AuszeichnungChartplatzierungen (Jahr, Titel, Musiklabel, Platzierungen, Wochen, Auszeichnungen, Anmerkungen) | Höchstplatzierung, Gesamtwochen, AuszeichnungChartplatzierungen (Jahr, Titel, Musiklabel, Platzierungen, Wochen, Auszeichnungen, Anmerkungen) | Höchstplatzierung, Gesamtwochen, AuszeichnungChartplatzierungen (Jahr, Titel, Musiklabel, Platzierungen, Wochen, Auszeichnungen, Anmerkungen) | Höchstplatzierung, Gesamtwochen, AuszeichnungChartplatzierungen (Jahr, Titel, Musiklabel, Platzierungen, Wochen, Auszeichnungen, Anmerkungen) | Anmerkungen                         |
| Jahr | Titel Musiklabel     | DE | AT | CH | UK | US | Anmerkungen                         |
| ---- | -------------------- | --- | --- | --- | --- | --- | ----------------------------------- |
| 2018 | Rascalize Deltasonic | — | — | — | UK100 (1 Wo.)UK | — | Erstveröffentlichung: 15. Juni 2008 |

### EPs
- 2007: Out of Dreams

### Singles
- 2007: Out of Dreams
- 2008: Suspicious Wit
- 2008: Freakbeat Phantom
- 2008: I’ll give you Sympathy